# 뷰티풀 라이프 (2000년 드라마)
《뷰티풀 라이프 ~ 둘이 함께한 나날》(일본어: ビューティフルライフ ～ふたりでいた日々～)은 2000년 1월 16일부터 3월 26일까지 TBS 계열에서 일요일 21:00 ~ 21:54에 방송된 일본의 텔레비전 드라마이다.
기무라 타쿠야와 토키와 타카코가 주연으로, 평균 시청률 32.3%, 최고 시청률 41.3%(최종화)를 기록하였다.

## 출연진
- 오키시마 슈지 - 기무라 타쿠야
- 마치다 쿄코 - 토키와 타카코
- 타무라 사치에 - 미즈노 미키
- 오카베 다쿠미 - 이케우치 히로유키
- 오자와 마유미 - 하라 치아키
- 카와무라 사토루 - 니시카와 타카노리
- 사츠키 - 코유키
- 미야마 코조 - 마토바 코지
- 마치다 마사오 - 와타베 아츠로

## 제작진
- 각본 : 기타가와 에리코
- 음악 : 미조구치 하지메
- 제작 : 키지마 세이치로
- 프로듀서 : 쇼노 지로, 우에다 히로키
- 연출 : 쇼노 지로, 도이 노부히로
- 협력 : 미도리야마 스튜디오 시티, 히가시도리
- 제작 저작권 : TBS

## 주제가
- B'z - "오늘 밤 달이 보이는 언덕에"
  - 작사 : 이나바 코시 / 작곡 : 마츠모토 타카히로 / 편곡 : 마츠모토 타카히로, 이나바 코시

## 시청률
| 集數                                                                        | 播出日期      | 標題       | 導演     | 收視率 |
| --------------------------------------------------------------------------- | ------------- | ---------- | -------- | ------ |
| 第一集                                                                      | 2000年1月16日 | 車イスの恋 | 生野慈朗 | 31.8%  |
| 第二集                                                                      | 2000年1月23日 | 二人の夢   | 生野慈朗 | 28.4%  |
| 第三集                                                                      | 2000年1月30日 | キスの夜   | 土井裕泰 | 28.6%  |
| 第四集                                                                      | 2000年2月6日  | 会いたい   | 土井裕泰 | 30.6%  |
| 第五集                                                                      | 2000年2月13日 | 冷たい雨   | 生野慈朗 | 31.6%  |
| 第六集                                                                      | 2000年2月20日 | 恋敵       | 生野慈朗 | 31.0%  |
| 第七集                                                                      | 2000年2月27日 | 心の距離   | 土井裕泰 | 32.1%  |
| 第八集                                                                      | 2000年3月5日  | 真実       | 土井裕泰 | 29.7%  |
| 第九集                                                                      | 2000年3月12日 | 君の命     | 生野慈朗 | 32.5%  |
| 第十集                                                                      | 2000年3月19日 | 恋しくて   | 土井裕泰 | 32.9%  |
| 最終回                                                                      | 2000年3月26日 | 未来へ     | 生野慈朗 | 41.3%  |
| 平均收視率32.3%（關西地區23.7%） 收視率由Video Research（關東地方）調查而得 |               |            |          |        |

- 最高收視率：41.3%（最終回）
- 瞬間最高收視率：47.1%（最終回晚間22點10分）

## 수상 정보
- 제26회 방송 문화 기금상 본상
- 제26회 방송 문화 기금상 남자연기상 (기무라 타쿠야)
- 제26회 방송 문화 기금상 여자연기상 (토키와 타카코)
- 제26회 방송 문화 기금상 각본상 (기타가와 에리코)
- 제18회 무코다 구니코상 (키타가와 에리코)
- 제8회 하시다상 (키타가와 에리코)
- 아시아 텔레비전·어워드 (드라마 시리즈 부문) 최우수 작품
- 제24회 드라마 아카데미상 최우수 작품상
- 제24회 드라마 아카데미상 남우주연상 (기무라 타쿠야)
- 제24회 드라마 아카데미상 여우주연상 (토키와 타카코)
- 제24회 드라마 아카데미상 남우조연상 (와타베 아츠로)
- 제24회 드라마 아카데미상 여우조연상 (미즈노 미키) 외

## 같이 보기
- 하얀 그림자
- 사랑하고파
- 굿 럭!!
- 오렌지 데이즈
- 윤무곡

| TBS 일요극장                                 | TBS 일요극장                            | TBS 일요극장                               |
| 이전 작품                                    | 작품명                                  | 다음 작품                                  |
| -------------------------------------------- | --------------------------------------- | ------------------------------------------ |
| 야마다 일가의 인내 (1999.10.17 ~ 1999.12.19) | 뷰티풀 라이프 (2000.01.16 - 2000.03.26) | 샐러리맨 킨타로2 (2000.04.09 ~ 2000.07.02) |